# El Fundi
José Pedro Prados Martín dit « El Fundi », né le 23 décembre 1966 à Fuenlabrada (Espagne, province de Madrid), est un matador espagnol.
Il est considéré par les aficionados toristas comme le principal spécialiste des corridas « dures ». Il est très apprécié pour son professionnalisme, sa régularité et ses estocades franches.
Il est également éleveur (ganadería José Pedro Prados), le bétail provenant d'un don par Carlos Nuñez.

## Présentation

### Carrière
- Débuts en novillada non piquée : 13 septembre 1981 à Colmenar de Oreja (Espagne, province de Madrid), aux côtés de José Luis Bote et Juan Carlos González. Erales de la ganadería de Adela Amagó.
- Présentation à Madrid en novillada non piquée : 21 juillet 1983, aux côtés de José Luis Bote et  Miguel de la Llana. Erales de la ganadería de Pablo Mayoral
- Débuts en novillada piquée : 17 septembre 1983 à Fuenlabrada. Novillos de José Infante de la Cámara.
- Présentation à Madrid : 5 mai 1985. Novillos de la ganadería de José Infante de la Cámara.
- Alternative : Villaviciosa de Odón (Espagne, province de Madrid) le 22 septembre 1987. Parrain, Joselito ; Témoin, José Luis Bote. Taureau de la ganadería de Antonio Arribas, Enviado, nº 12. Habit de Lumières : Burdeos y azabache. (Ovation).
- Confirmation d’alternative à Madrid : 22 mai 1988. Parrain, « Joselito » ; Témoin, José Luis Bote. Taureaux de la ganadería de Antonio Arribas, Guardián, negro bragado, nº 35, 545 kg. Habit de Lumières : Grana y oro (Applaudissements).
- Présentation en France : Arles (département des Bouches-du-Rhône) le 21 octobre 1989 aux côtés de Richard Milian et José Antonio Carretero. Taureaux de la ganadería de Hubert Yonnet. (Vuelta ; une oreille.)
- Présentation en Amérique : Lima (Pérou) le 3 décembre 1995 aux côtés de Alejandro Silveti et Miguel Rodríguez. Taureaux de la ganadería de Javier Garfias. (Ovation)

### Sa temporada 2008
- Le 26 octobre à Illescas : Toros de El Torero, Oreille - Oreille après un avis (Sortie a hombros)
- Le 13 octobre à Saragosse : Toros de Miura, Ovation après un avis et pétition de l'oreille - Saluts au tiers
- Le 8 octobre à Saragosse : Toros de Valdefresno, Silence - Silence
- Le 4 octobre à Torrejon de Ardoz : Toros de Antonio San Roman, Oreille après un avis - Deux oreilles après un avis (Sortie a hombros)
- Le 27 septembre à Vera : Toros de Cebada Gago, annulé à cause de la pluie
- Le 21 septembre à Logroño : Toros de Cebada Gago, Silence - Silence après un avis
- Le 20 septembre à Barcelone : Toros de Zalduendo, Ovation après un avis - Deux oreilles (Sortie a hombros)
- Le 17 septembre à Fuenlabrada : Toros de Vellosino et toro de Fernando Peña, Oreille - Silence - Deux Oreilles et la queue (Sortie a hombros)
- Le 16 septembre à Salamanque : Toros de El Pilar, Silence - Oreille après un avis
- Le 15 septembre à Parla : Toros de Parladé, Oreille - Oreille (Sortie a hombros)
- Le 14 septembre à Albacete : Toros de Adolfo Martin, Silence - Oreille
- Le 13 septembre à Pozuelo de Alarcón : Toros de Antonio San Román, Oreille - Salut au tiers après un avis
- Le 11 septembre à Navalcarnero : Toros de Antonio San Román, Oreille - Silence après un avis
- Le 9 septembre à San Martín de Valdeiglesias : Toros de Los Recitales, Oreille - Silence
- Le 7 septembre à Valladolid : Toros de Adolfo Martín, Ovation - Ovation
- Le 6 septembre à Illescas : Toros de Victorino Martín, Oreille - Deux oreilles (Sortie a hombros)
- Le 5 septembre à El Álamo : Toros de Rivera de Campo Cerrado, Applaudissements - Deux oreilles (Sortie a hombros)
- Le 4 septembre à Melilla : Toros de Algarra, Oreille - Oreille (Sortie a hombros)
- Le 31 août à San Sebastian de los Reyes : Toros de Montealto, Silence - Oreille après un avis
- Le 30 août à Colmenar Viejo : Toros d'Adolfo Martín, Silence - Ovation après pétition
- Le 25 août à Almeria : Toros de Cebada Gago, Ovation - Deux oreilles après un avis (Sortie  a hombros et désigné triomphateur de la féria)
- Le 24 août à Bilbao : Toros de Victorino Martín, Ovation - Oreille de poids après un avis
- Le 17 août à Béziers : Toros de Miura, Silence - Ovation
- Le 16 août à Cantalejo : Toros de Victorino Martín, Ovation - Oreille - Oreille (Sortie a hombros)
- Le 15 août à Dax : Toros de Hoyo de la Gitana, Oreille - Deux oreilles avec pétition de la queue (Sortie a hombros)
- Le 14 août à Baeza : Toros de Carmen y Araceli Pérez, Silence - Oreille
- Le 12 août à Malaga : Toros de Concha y Sierra et Albarreal, Oreille - Oreille (Sortie a hombros)
- Le 10 août à Saint-Sébastien : Toros de Cebada Gago, vuelta avec forte pétition de l'oreille - Oreille après un avis
- Le 9 août à Bayonne : Toros de Miura, Oreille - Oreille (Sortie a hombros)
- Le 3 août à Cehegin : Toros de Clairac, Ovation - Deux oreilles
- Le 28 juillet à Tudela : Toros de Victorino Martín, Ovation - Silence
- Le 27 juillet à Saint-Vincent-de-Tyrosse : Toros de José Escolar Gil, Saluts au tiers - Oreille avec pétition de la seconde
- Le 26 juillet à Calasparra : Toros de Cebada Gago, Ovation - Deux oreilles (Sortie a hombros)
- Le 25 juillet à Collado Villalba : Toros de Fuente de la Soto, Ovation - Ovation
- Le 24 juillet à Santander : Toros de Nuñez del Cuvillo, Ovation - Silence
- Le 22 juillet à Mont-de-Marsan : Toros de La Quinta, Oreille - Oreille (Sortie a hombros)
- Le 20 juillet à Mont-de-Marsan : Toros de Miura, Applaudissements - Ovation après un avis et pétition de l'oreille
- Le 14 juillet à Céret : Toros de Escolar Gil, forfait pour cause de blessure
- Le 13 juillet à Pampelune : Toros de Miura, Silence - Vuelta avec blessure
- Le 22 juin à Istres : Toros d’Escolar Gil, Saluts au tiers - Deux oreilles (Sortie a hombros)
- Le 15 juin à Madrid : Toros du Puerto de San Lorenzo, Silence - Silence
- Le 14 juin à Alicante : Toros de Palha, Oreille - Ovation après un avis
- Le 30 mai à Madrid : Toros d'Adolfo Martín, Silence - Oreille
- Le 12 mai à Vic-Fezensac : Toros d’Escolar Gil, Ovation - Ovation avec pétition de l'oreille (désigné triomphateur de la feria)
- Le 11 mai à Nîmes : Toros de Miura, Oreille - Oreille (Sortie a hombros)
- Le 10 mai à Vic-Fezensac : Toros de Robert Margé, Oreille - Oreille (Sortie a hombros)
- Le 9 mai à Madrid : Toros de Baltasar Ibán, Ovation - Ovation.
- Le 13 avril à Séville : Toros de Miura, Applaudissements - Silence.
- Le 29 mars à Séville : Toros de Palha, Tour de piste - Oreille
- Le 24 mars à Arles : Toros de Miura, Ovation - Oreille avec forte pétition de la seconde. (Désigné triomphateur de la feria)
- Le 23 mars à Aignan (Gers) : Toros de Antonio San Román. Ovation avec pétition de l'oreille - Deux oreilles avec pétition de la queue (Sortie a hombros)
- Le 26 janvier à Navalcarnero (province de Madrid) : Toro de Domingo Hernández. Deux oreilles et la queue (Sortie a hombros)

### Sa temporada 2007

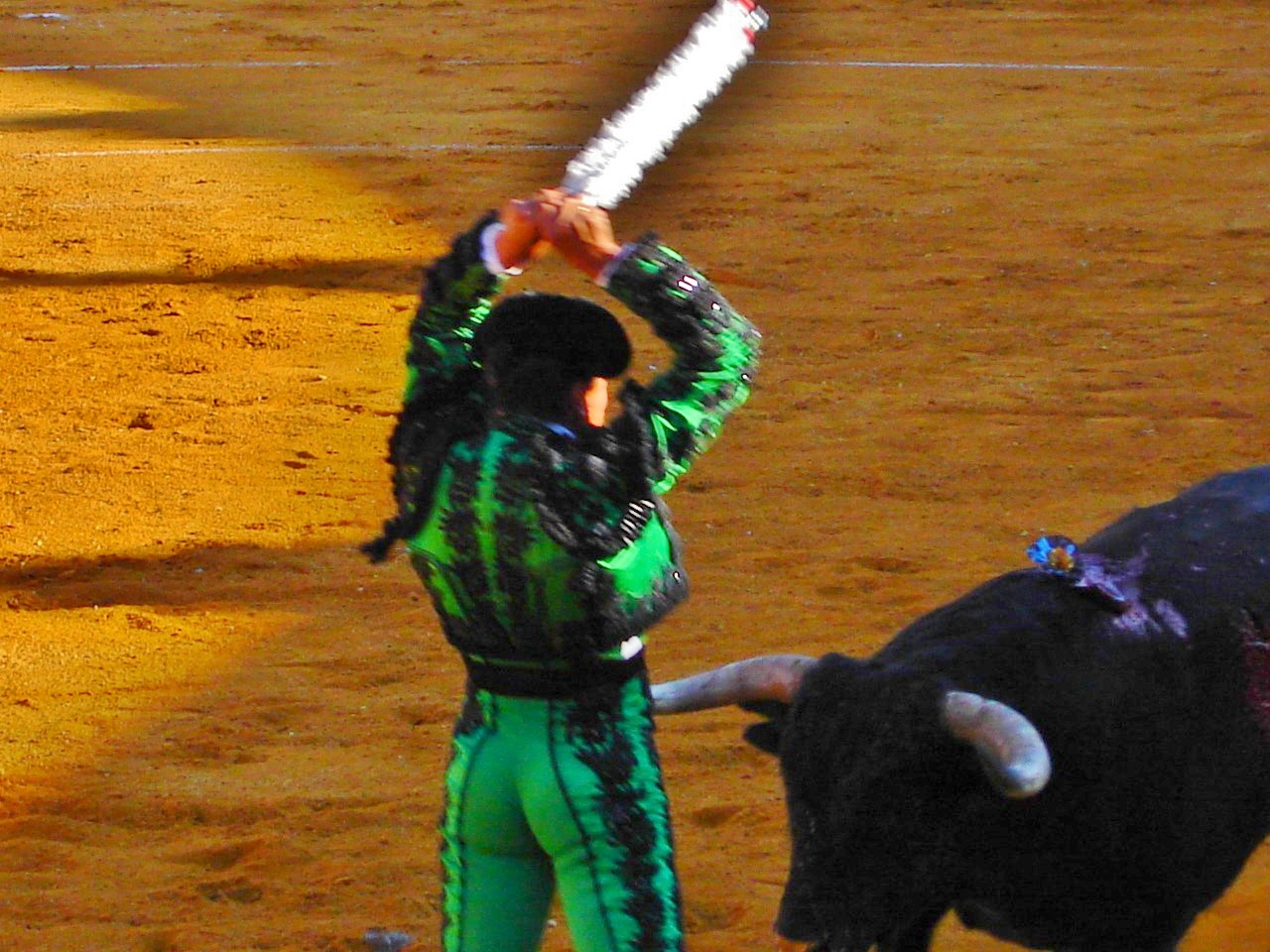
Banderilles

- Le 14 octobre à Saragosse (Espagne) : Taureaux de Miura, Silence - Ovation.
- Le 9 octobre à Valence (Espagne) : Taureaux de José Luis Pereda et La Dehesilla, Ovation - Applaudissements.
- Le 7 octobre à Madrid (Espagne) : Taureaux de Adolfo Martín Andrés, Applaudissements - Silence.
- Le 6 octobre à Olías del Rey (Espagne, province de Tolède) : Taureaux d'Escolar Gil, Oreille - Oreille (Sortie a hombros)
- Le 22 septembre à Nava de la Asunción : Taureaux de Joselito et Victoriano del Rio. Ovation - Deux oreilles (Sortie a hombros)
- Le 21 septembre à Azuqueca de Henares (Espagne, province de Guadalajara) : Taureaux de Cortijoliva, Silence - Sifflets.
- Le 17 septembre à Villaviciosa de Odón (Espagne, province deMadrid) : Toros de Torregrande, Ovation - Deux oreilles (Sortie a hombros)
- Le 16 septembre à Valladolid (Espagne) : Taureaux de Marques de Domecq, Silence - Oreille.
- Le 15 septembre à Fuenlabrada (Espagne, province de Madrrid): Taureaux d’Escolar Gil, Deux oreilles - Ovation (Sortie a hombros)
- Le 14 septembre à Nîmes (France, département du Gard) : Taureaux de Miura. Oreille – Oreille (Sortie a hombros)
- Le 12 septembre à Salamanque (Espagne) : Taureaux de El Pilar. Ovation - Deux oreilles. (Sortie a hombros.)
- Le 9 septembre à Albacete (Espagne) : Taureaux de Adolfo Martin. Oreille – Ovation.
- Le 8 septembre à Pozuelo de Alarcón (Espagne, province de Madrid) : Taureaux de Antonio San Román. Oreille - Deux oreilles (Sortie a hombros)
- Le 2 septembre à Daimiel (Espagne, province de Ciudad Real) : Taureaux de Victorino Martín. Oreille - Oreille (Sortie a hombros)
- Le 1er septembre à Bayonne (France, département des Pyrénées-Atlantiques) : Taureaux de Antonio San Román. Ovation – Oreille.
- Le 19 août à Cenicientos (Espagne, province d'Almería) : Taureaux de José Escolár Gil. Salut au tiers - Deux oreilles (Sortie a hombros))
- Le 15 août à Béziers (France, département de l’Hérault) : Taureaux de Valdefresno. Deux oreilles – Saluts (Sortie a hombros)
- Le 11 août à Dax (France, département des Landes) : Taureaux de Antonio Bañuelos. Oreille – Ovation.
- Le 4 août à Fontiveros (Espagne, province d'Ávila) : Taureaux de la Dehesa del Guadarrama. Deux oreilles - Oreille - Silence (Sortie a hombros)
- Le 27 juillet à Santander (Espagne, Cantabrie) : Taureaux de Cebada Gago. Oreille – Oreille (Sortie a hombros)
- Le 25 juillet à Mont-de-Marsan (France, département des Landes) : Taureaux de Doña Adelaída Rodríguez. Ovation – Oreille. (Désigné triomphateur de la feria)
- Le 3 juin à Mauguio (France, département de l'Hérault) : Taureaux de Terrubias. Ovation – Oreille.
- Le 1er juin à Madrid (Espagne) : Taureaux de Adolfo Martín. Silence – Ovation.
- Le 27 mai à Vic-Fezensac (France, département du Gers) : Taureaux de Fraile et de Adelaída Rodríguez. Oreille – Silence.
- Le 20 mai à Alès (France, département du Gard) : Taureaux de Los Bayones. Silence – Oreille.
- Le 15 mai à Plasencia (Espagne, province de Cáceres) : Taureaux de Antonio Lopez Gibaja. Silence – Oreille.
- Le 13 mai à Madrid : Taureaux de José Escolár Gil. Sifflets – Silence.
- Le 29 avril à Séville (Espagne) : Taureaux de Miura. Oreille – Ovation.
- Le 9 avril à Arles (France, département des Bouches-du-Rhône) : Taureaux de Piedras Rojas. Salut – Oreille.
- Le 7 janvier à Almería (Espagne) : Taureaux de Adolfo Martín et de Partido de Resina. Ovation – Ovation.